# Brandon Jennings
Brandon Jennings (Compton, California; 23 de septiembre de 1989) es un exjugador de baloncesto estadounidense que disputó 9 temporadas en la NBA. Con 1,85 metros de altura jugaba en la posición de base. Es primo del también baloncestista Marcus Williams.

## Trayectoria deportiva

### Liga italiana
Tras haber participado en 2008 en el prestigioso McDonald's All American Team, además de haber conseguido en su época de high school casi todos los premios posibles a nivel individual con unos promedios de 35,5 puntos y 6,8 asistencias, renunció a sendos compromisos que tenía con las universidades de USC y Arizona por problemas de alcanzar el nivel académico, decidiendo irse a jugar una temporada a la Lottomatica Roma de la liga italiana.
En Roma jugó 27 partidos de liga, en los que promedió 5,5 puntos y 2,3 asistencias, además de 2,1 robos de balón, único aspecto en el cual apareció en los rankings de la liga entre los 20 mejores. Su mejor registro anotador lo consiguió en la Euroliga, en un partido ante Unicaja de Málaga, en el que anotó 17 puntos.

#### Polémica con Ricky Rubio
En junio de 2009, Jennings hizo unas polémicas declaraciones en las que dejaba en mal lugar al base español Ricky Rubio, comparándolo con él mismo: 

Es todo publicidad, jugó los Juegos Olímpicos, es profesional desde los 14 años... todo eso te lleva a pensar que es correcto que esté aquí. Cuando he jugado con él, sus estadísticas fueron cero puntos, dos asistencias y dos balones perdidos, ¿cómo puede ser eso?. Creo que soy mejor jugador que él, tiro mejor, las únicas veces que le he visto hacer algo bueno es un pase de béisbol o algo así

 Pocos días después, tras darse cuenta de la magnitud de sus palabras, pidió perdón públicamente a través de su Twitter:

Creo que me pasé. Me equivoqué diciendo que él es todo propaganda, no es justo. Me equivoqué. Fuera de la pista, Ricky Rubio es un gran tipo. Nunca quise faltarle al respeto. De todas formas pienso que soy el mejor jugador del draft y debo ser número 1

### NBA

#### Milwaukee Bucks
Fue elegido en la décima posición del Draft de la NBA de 2009 por Milwaukee Bucks.
El 15 de noviembre de 2009, se convirtió en el jugador más joven de la historia en anotar más de 50 puntos en el mismo partido (55 puntos ante los Golden State Warriors)

#### Detroit Pistons
El 31 de julio de 2013, Jennings fue traspasado en un acuerdo de "firma y traspaso" a los Detroit Pistons a cambio del base Brandon Knight, el alero Khris Middleton, y el pívot Viacheslav Kravtsov.
El 11 de enero de 2014 en un partido contra los Phoenix Suns, Jennings registró 16 asistencias en la primera parte, empatando el récord de la franquicia con Isiah Thomas para el récord de más asistencias en una parte.

#### Magic, Knicks y Wizards
El 18 de febrero de 2016 fue traspasado junto con Ersan Ilyasova a los Orlando Magic a cambio de Tobias Harris.

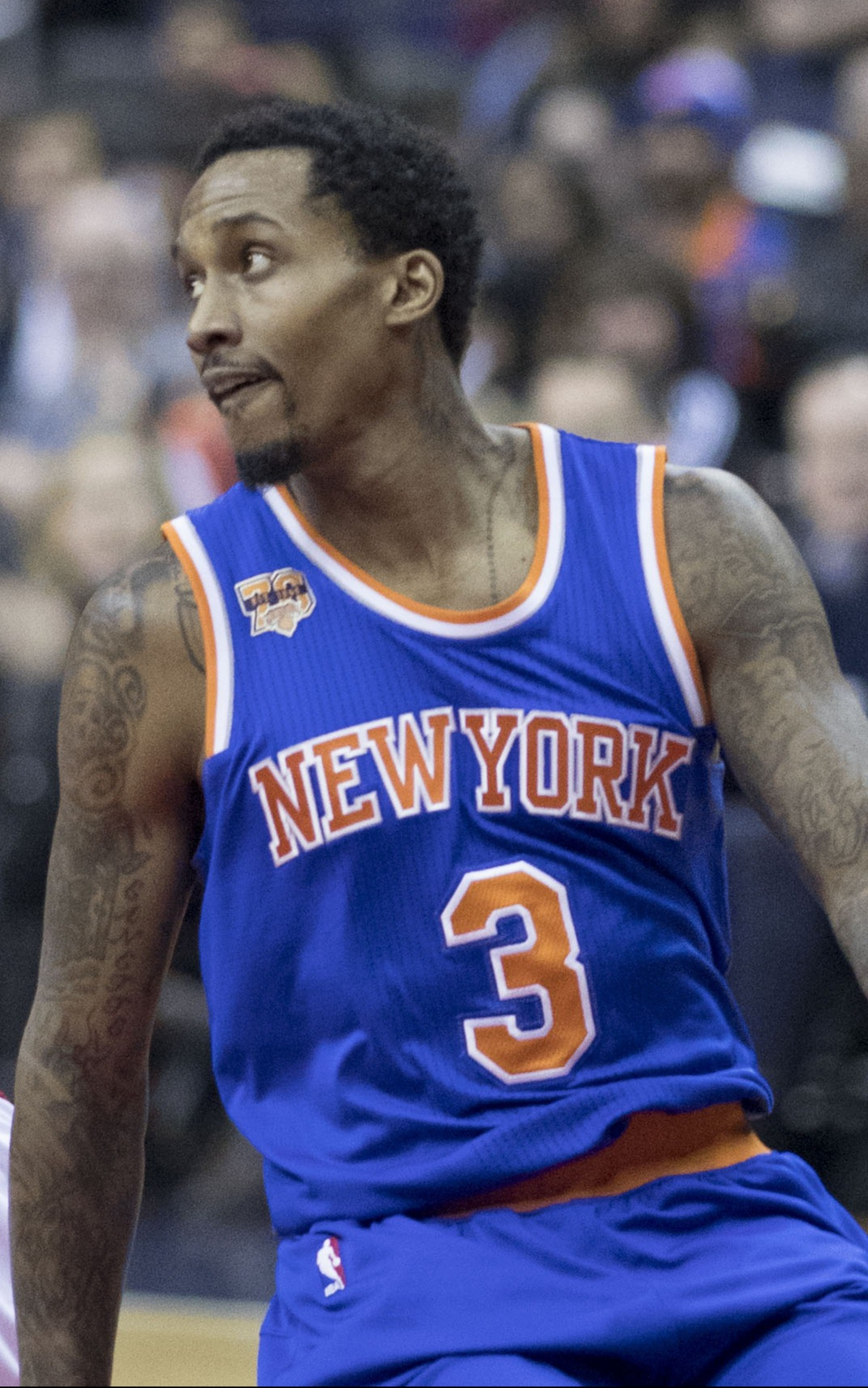
Jennings con los Knicks en 2017.

El 8 de julio de 2016, Jennings firma con New York Knicks.
El 1 de marzo de 2017, se marcha a los  Washington Wizards.

### China
El 28 de julio de 2017, Jennings anuncia que ha aceptado una oferta de un año por $1,5 millones para jugar con los Shanxi Brave Dragons de la Chinese Basketball Association. El 9 de diciembre de 2017, fue cortado habiendo promediado, en 13 encuentros, 27,8 puntos.

### G League y NBA
El 13 de febrero de 2018, Jennings fue adquirido por los Wisconsin Herd de la NBA G League.
El 11 de marzo de 2018, firma un contrato de 10 días con los Milwaukee Bucks, siendo su segunda etapa en la franquicia. Renovó su contrato el 1 de abril, pero el 1 de agosto de 2018 fue cortado.

### Rusia
El 20 de agosto de 2018, Jennings se marcha a Rusia para firmar un contrato de un año con el Zenit Saint Petersburg de la VTB United League. El 20 de noviembre dejó el equipo, tras solo 10 partidos, y su en red social de Instagram dijo:

“Lesson in life: I will never play for a team and the dad is coaching his SON! Never again!"

## Estadísticas de su carrera en la NBA

### Temporada regular
| Año     | Equipo     | PJ  | PT  | MPP  | %TC  | %3P  | %TL   | RPP | APP | ROB | TPP | PPP  |
| ------- | ---------- | --- | --- | ---- | ---- | ---- | ----- | --- | --- | --- | --- | ---- |
| 2009-10 | Milwaukee  | 82  | 82  | 32.6 | .371 | .374 | .817  | 3.4 | 5.7 | 1.3 | .2  | 16.5 |
| 2010-11 | Milwaukee  | 63  | 61  | 34.4 | .390 | .323 | .809  | 3.7 | 4.8 | 1.5 | .3  | 16.2 |
| 2011-12 | Milwaukee  | 66  | 66  | 35.3 | .418 | .332 | .808  | 3.4 | 6.5 | 1.6 | .3  | 21.6 |
| 2012-13 | Milwaukee  | 80  | 80  | 36.2 | .399 | .375 | .819  | 3.1 | 6.5 | 1.6 | .1  | 18.5 |
| 2013-14 | Detroit    | 80  | 79  | 34.1 | .373 | .337 | .751  | 3.1 | 7.6 | 1.3 | .1  | 15.5 |
| 2014-15 | Detroit    | 41  | 41  | 28.6 | .401 | .360 | .839  | 2.5 | 6.6 | 1.1 | .1  | 15.4 |
| 2015-16 | Detroit    | 23  | 1   | 18.1 | .373 | .312 | .711  | 2.0 | 3.0 | .5  | .1  | 6.8  |
| 2015-16 | Orlando    | 25  | 6   | 18.1 | .366 | .346 | .750  | 2.0 | 4.0 | .7  | .2  | 7.0  |
| 2016-17 | New York   | 58  | 11  | 24.6 | .380 | .340 | .756  | 2.6 | 4.9 | .9  | .1  | 8.6  |
| 2016-17 | Washington | 23  | 2   | 16.3 | .274 | .212 | .706  | 1.9 | 4.7 | .7  | .0  | 3.5  |
| 2017-18 | Milwaukee  | 14  | 0   | 14.6 | .375 | .273 | 1.000 | 2.2 | 3.1 | .4  | .3  | 5.2  |
| Total   | Total      | 555 | 429 | 30.3 | .387 | .345 | .796  | 3.0 | 5.7 | 1.2 | .2  | 14.1 |

### Playoffs
| Año   | Equipo     | PJ | PT | MPP  | %TC  | %3P  | %TL   | RPP | APP | ROB | TPP | PPP  |
| ----- | ---------- | -- | -- | ---- | ---- | ---- | ----- | --- | --- | --- | --- | ---- |
| 2010  | Milwaukee  | 7  | 7  | 35.6 | .408 | .293 | .808  | 3.0 | 3.6 | 1.1 | .6  | 18.7 |
| 2013  | Milwaukee  | 4  | 4  | 33.3 | .298 | .214 | .722  | 2.3 | 4.0 | 2.3 | .3  | 13.3 |
| 2017  | Washington | 13 | 0  | 13.7 | .378 | .154 | .875  | 1.5 | 1.8 | .2  | .0  | 2.8  |
| 2018  | Milwaukee  | 1  | 0  | 5.0  | .000 | .000 | 1.000 | .0  | .0  | .0  | .0  | 2.0  |
| Total | Total      | 25 | 11 | 22.6 | .372 | .238 | .796  | 2.0 | 2.6 | .8  | .2  | 8.9  |